# Austria na Zimowych Igrzyskach Paraolimpijskich 2010
Reprezentacja Austrii na Zimowe Igrzyska Paraolimpijskie 2010 liczyła 19 reprezentantów, występujących w narciarstwie alpejskim, biegach narciarskich i biathlonie.

## Kadra

### Narciarstwo alpejskie

#### Mężczyźni
- Manfred Auer
- Philipp Bonadiman
- Dietmar Dorn
- Jurgen Egle
- Martin Falch
- Robert Frohle
- Bernhard Habersatter
- Andreas Kapfinger
- Hubert Mandl
- Robert Meusburger
- Andreas Preiss
- Christoph Prettner
- Markus Salcher
- Reinhold Sampl

#### Kobiety
- Sabine Gasteiger
- Claudia Loesch
- Marina Perterer

### Biegi narciarskie

#### Mężczyźni
- Michael Kurz
- Manfred Lehner

### Biathlon

#### Mężczyźni
- Michael Kurz
- Manfred Lehner